# Frêne blanc
Fraxinus americana
Espèce
Classification phylogénétique
Le Frêne blanc, Frêne d'Amérique ou Franc Frêne (Fraxinus americana), est une espèce de plantes à fleurs de la famille des Oleaceae. C'est un arbre. Il s’agit de l’espèce la plus répandue des Oleaceae en Amérique du Nord.

## Habitat
L’arbre est originaire de l’Est des États-Unis. On le trouve depuis la Caroline du Sud et le Tennessee jusqu’au sud-est du Canada. Il apprécie les terrains humides à proximité des cours d’eau. L’arbre bourgeonne plus tard que le frêne commun ce qui fait qu’il résiste mieux au gel. Plus l’arbre devient âgé et plus celui-ci appréciera un ensoleillement important.
L’arbre a été introduit en Europe en 1724. Au Nord, on le trouve jusqu’en Suède ou Saint-Pétersbourg.

## Description
Le frêne d’Amérique atteint une taille de 30 mètres pour un tronc de 1 mètre de diamètre. Le tronc est garni d’une écorce grise cannelée sur la longueur.
Les feuilles, longues de 20 à 25 cm, sont imparipennées et possèdent en général 7 folioles. De forme ovée, les folioles mesurent 7 à 12 cm.
Les fleurs sont dépourvues de pétales. Arbre dioïque, les fleurs mâles et femelles s’ouvrent sur des pieds distincts.
Le fruit est une samare ailée longue d’environ 4 cm. L’aile est deux fois plus longue que la samare. Le fruit murit en octobre et la graine germe au printemps qui suit. Un frêne peut produire environ 100 000 graines et vivre jusqu'à 200 ans.

## Utilisation
En Amérique du Nord, son bois blanc à grains droit et dense (670 kg/m3) est très apprécié en menuiserie fine, ébénisterie, manchisterie, lutherie (violon et surtout guitare), articles de sports (bâtons de hockey, baseball, archerie). Putrescible, il doit être utilisé en intérieur. Il est très populaire aux États-Unis et au Canada en parquet.
En Europe, on le plante comme arbre d’ornement ou d’alignement. Son bois aurait en Europe une qualité inférieure par rapport au frêne commun. On cultive également une espèce proche, le frêne rouge (Fraxinus pennsylvanica Marsh.), qui se distingue par ses rameaux duveteux.
Les Iroquois fabriquaient une décoction d'écorce comme laxatif et une décoction des racines contre les plaies et les morsures de serpent. Les Mesquakies faisaient bouillir les rameaux pour combattre les poux, les piqûres de moustiques et les plaies infectées.
Une étude a constaté que cette essence, parmi huit autres, possède le plus fort pouvoir antibactérien (sur E. coli) en vue de son usage pour la confection de planches à découper en industrie agro-alimentaire.

## L'agrile du frêne
L'espèce est menacée par un insecte venu d'Asie, l'agrile du frêne. Les insectes adultes se nourrissent des feuilles tandis que les larves mangent la sève et creusent des galeries dans le cambium, ce qui provoque la mort de l'arbre en quelques années. À Montréal, plusieurs frênes ont ainsi dû être abattus et remplacés par des chênes, des érables, des tilleuls ou des ginkgos bilobés.